# Charles Chadwick (sportoló)
Charles Chadwick (New York, Brooklyn, 1874. november 19. – Boston, Massachusetts, 1953. szeptember 28.) amerikai atléta és kötélhúzó.
Az 1904. évi nyári olimpiai játékokon indult több számban. Kötélhúzásban a négy amerikai válogatott közül a New York Athletic Clubban szerepelt és 4. lettek a többi amerikai válogatott mögött.
Még három atlétikai dobószámban versenyzett: súlylökésben 5., 56 fontos súllyal való súlylökésben szintén 5. lett, míg kalapácsvetésben 4.
Az olimpia után sportújságíróként dolgozott több lapnál és szépirodalomban is alkotott. Több könyve is megjelent.